# NGC 3159
NGC 3159 је елиптична галаксија у сазвежђу Мали лав која се налази на NGC листи објеката дубоког неба.
Деклинација објекта је + 38° 39' 18" а ректасцензија 10h 13m 52,8s. Привидна величина (магнитуда) објекта NGC 3159 износи 13,6 а фотографска магнитуда 14,6. NGC 3159 је још познат и под ознакама MCG 7-21-21, CGCG 211-23, NPM1G +38.0190, PGC 29825.